# DR-Baureihe 01.5
Die Fahrzeuge der DR-Baureihe 01.5 waren Schlepptenderlokomotiven der Deutschen Reichsbahn (DR) für den schweren Schnellzugverkehr, die durch Umbau aus den Lokomotiven der DR-Baureihe 01 entstanden.

## Geschichte
In den 1960er Jahren waren die Lokomotiven der DR-Baureihe 01 im schweren Reisezugverkehr unverzichtbar. Moderne Diesellokomotiven mit adäquater Leistung gab es noch nicht. Die Dampfmaschinen, Rahmen und Kessel der Lokomotiven waren nach über 30 Betriebsjahren verschlissen. Im Reichsbahnausbesserungswerk Meiningen wurden ab 1962 insgesamt 35 Lokomotiven umgebaut und mit neuen Kesseln ausgerüstet. Wie bei den analogen Umbauten der Deutschen Bundesbahn (DB) wurden dafür nur Lokomotiven mit verstärkter Bremse (ab der 01 102) und Laufradsätzen mit einem Laufkreisdurchmesser von 1000 mm verwendet.

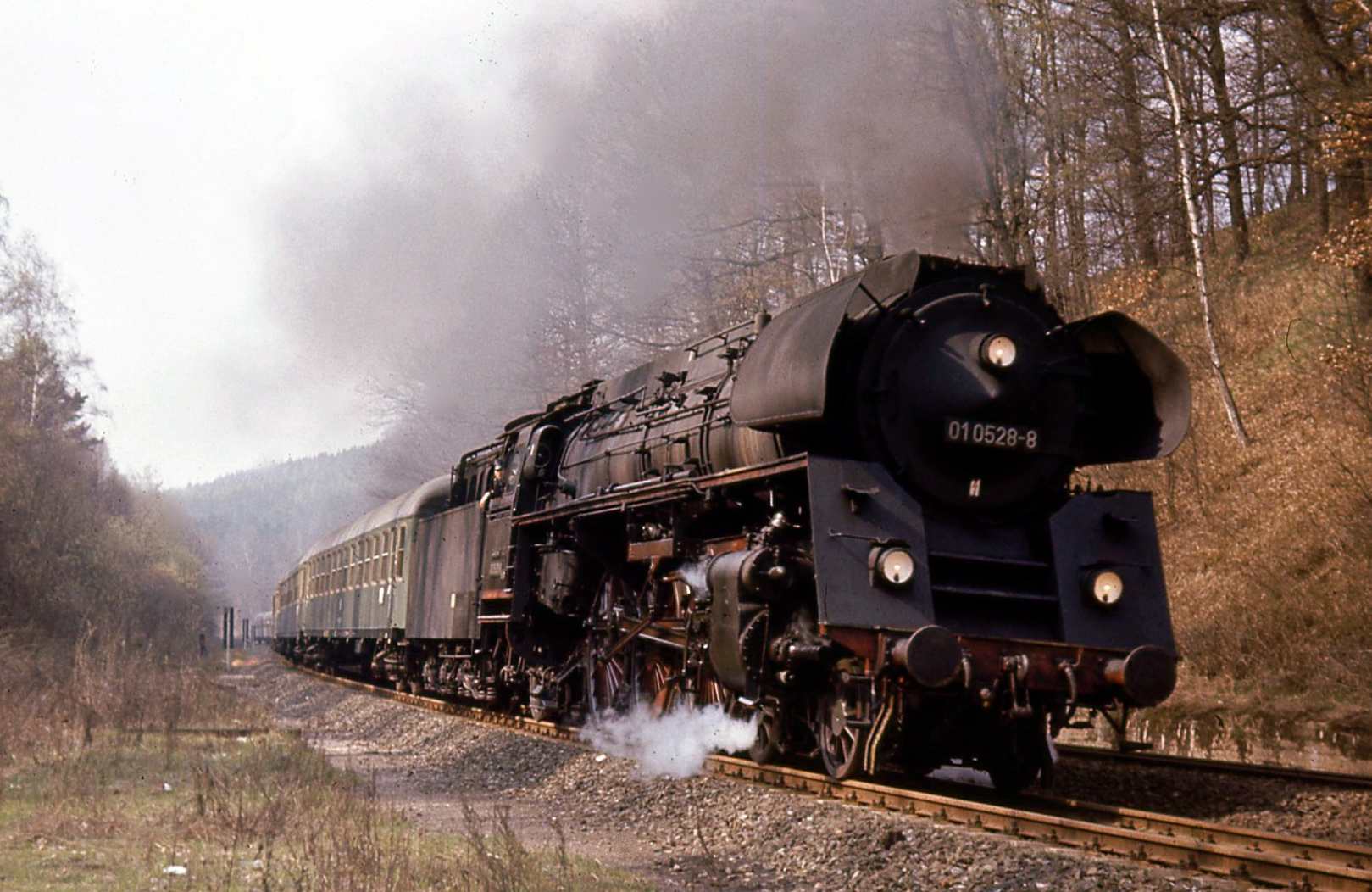
01 528 mit Interzonenzug bei Hönebach (1972)

Der Umbau umfasste vor allem den Einbau eines neuen geschweißten Kessels. Insbesondere der neue Kessel machte die sogenannte Reko-01 zu einer der leistungsfähigsten deutschen Dampflokomotiven. Markantestes äußeres Merkmal war die von den Lokomotiven der ČSD-Reihe 477.0 inspirierte durchgehende Domverkleidung, die den Lokomotiven ein modernes, schnittiges Aussehen verlieh. Auch die großen Windleitbleche wurden durch kleinere ersetzt, die vorne oben abgeschrägt waren. 
Die Rekonstruktion sollte die Lebensdauer der Maschinen um zwei Erhaltungsabschnitte zu je sechs Jahren verlängern. Tatsächlich blieben die meisten Lokomotiven länger in Betrieb.
Bei der Umstellung auf EDV-Nummern im Jahr 1970 wurden die Lokomotiven mit Ölfeuerung als 01.05 geführt, die mit Kohlefeuerung mit um 1000 erhöhter Ordnungsnummer als 01.15.
Am 27. November 1977 zerknallte im Bahnhof Bitterfeld der Kessel der Lokomotive 01 516 wegen Wassermangel. Sieben Menschen starben, viele weitere wurden verletzt. Es war der letzte derartige Unfall in Deutschland.

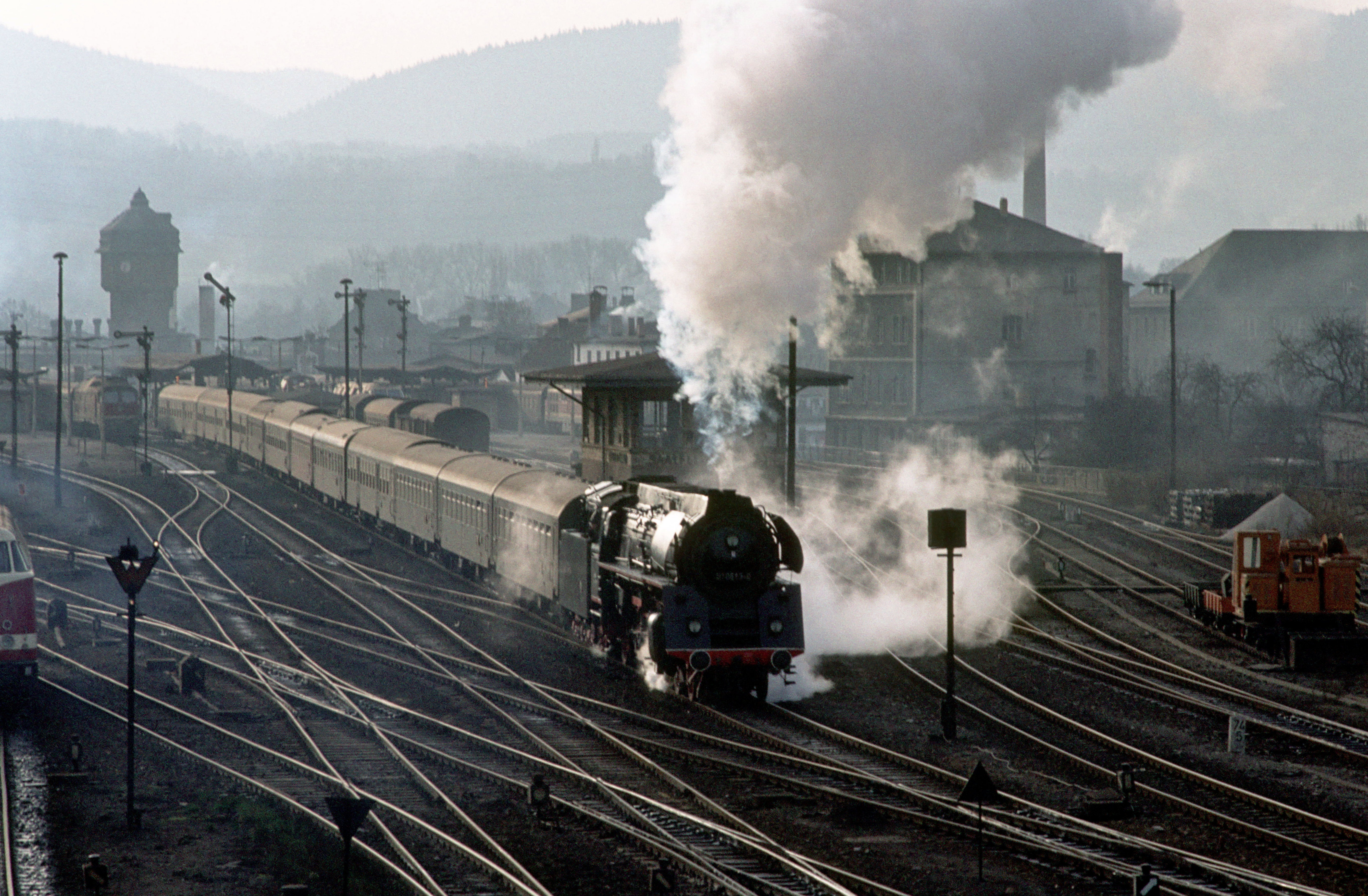
Ausfahrt vor einem schweren Schnellzug in Saalfeld (Saale) (1979)

Im Zuge der Ölkrise Anfang der 1980er Jahre wurden zunächst die Lokomotiven mit Ölhauptfeuerung abgestellt. Die 01 519 und drei weitere wurden danach als Heizlokomotive nachgenutzt. Hierfür wurden sie auf Rostfeuerung zurückgerüstet. Die 01 520 wurde als letzte Öl-gefeuerte Lokomotive im Januar 1982 abgestellt. Die sieben rostgefeuerten Lokomotiven des Bw Berlin Ostbahnhof waren bis 1979 im Einsatz. Vier dieser Maschinen wurden im Jahr 1980 wieder in Betrieb und nach Saalfeld umbeheimatet. Ihre Einsätze endeten im März 1982. Die 01 531 erhielt im Jahr 1984 die Rostfeuerung zurück und war danach eine betriebsfähige Traditionslokomotive der DR. 

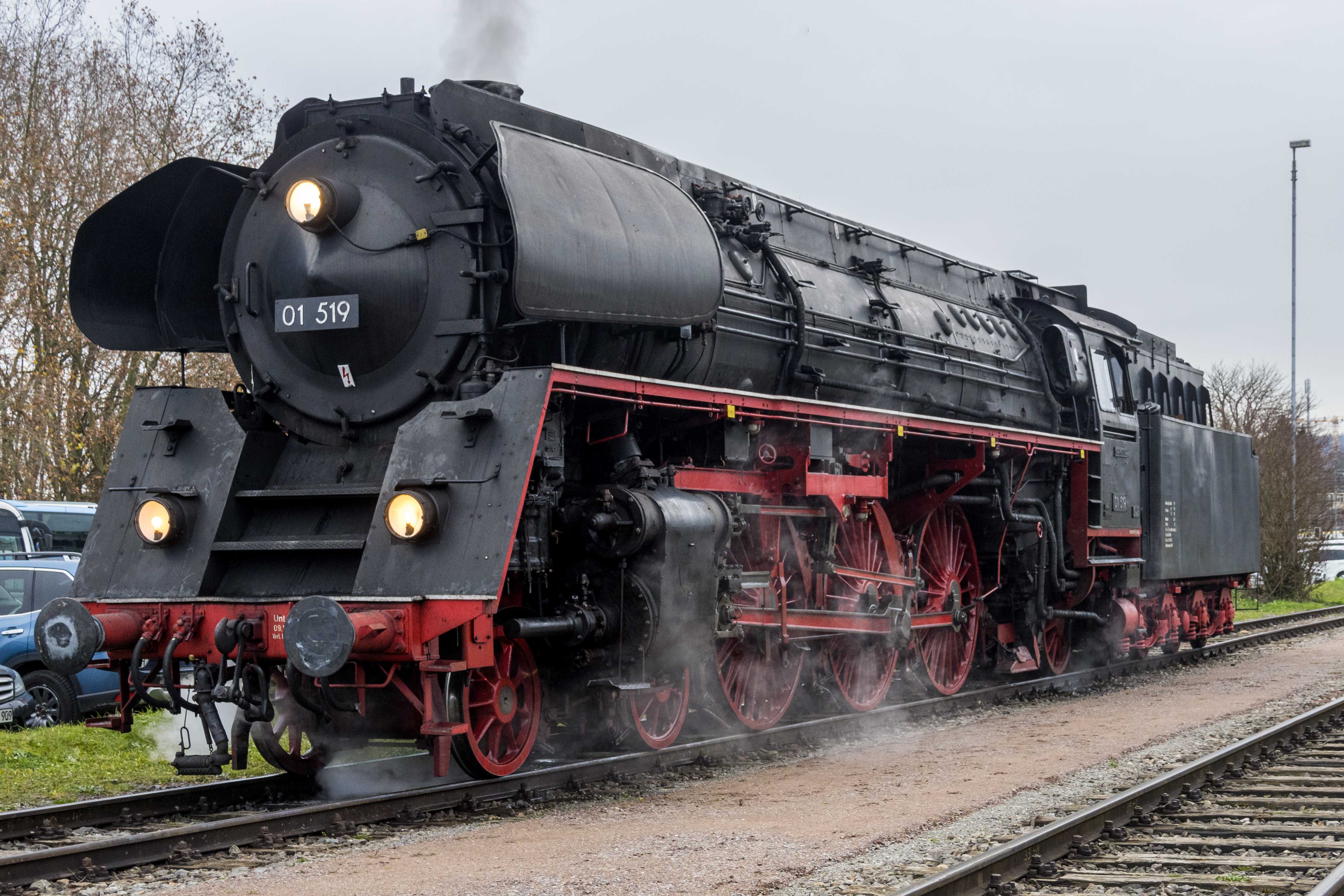
01 519 der Eisenbahnfreunde Zollernalb

Die als Heizlokomotive nachgenutzte Lokomotive 01 519 wurde nach 1991 wieder zu einer voll betriebsfähigen Lokomotive aufgearbeitet. Sie wurde 1991 in die Schweiz verkauft. Im Jahr 1996 wurde die Lokomotive von den Eisenbahnfreunden Zollernbahn gekauft und nach längerer Abstellzeit in Rottweil aufgearbeitet. Seit Herbst 2015 ist sie wieder betriebsfähig.
Fünf Lokomotiven der Baureihe 01.5 sind erhalten: 01 509, 514, 519, 531 und 533.

## Technische Merkmale
Der Umbau umfasste vor allem den Einbau eines neuen geschweißten Kessels mit Verbrennungskammer. Er verbesserte das Verhältnis von Strahlungs- zur Rohrheizfläche deutlich. Er besaß zudem einen Mischvorwärmer der Bauart IfS und drei Vollhub-Sicherheitsventile der Nennweite 60. 

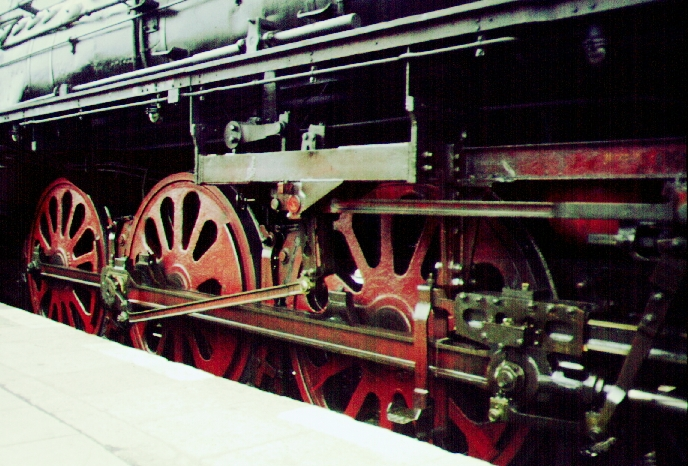
01 503 mit Boxpok-Radsätzen (1975)

Ab der Betriebsnummer 01 519 erhielten alle Lokomotiven beim Umbau eine Ölhauptfeuerung, welche eine weitere Leistungssteigerung ermöglichte. Bis auf die sieben Maschinen des Bw Berlin Ostbahnhof wurden alle anderen Lokomotiven von 1964 bis 1966 mit Ölhauptfeuerung nachgerüstet. Im Tender konnten 13,5 m³ Schweröl mitgeführt werden. 
Die Maschinen erhielten Trofimoff-Schieber und bis auf die 01 501 und 520 auch neue Zylinder in Schweißkonstruktion. Daneben erhielten die Lokomotiven neue, geschweißte Führerhäuser in Einheitsausführung mit gepolsterten Sitzen, Nassdampf-Seitenzugregler und andere Verbesserungen der Arbeitsbedingungen für das Lokpersonal sowie Fahrzeuggeräte der Indusi. Diese waren für den grenzüberschreitenden Verkehr nach Bebra und Hamburg-Altona sowie auf der Bahnstrecke Berlin–Dresden erforderlich. Weil die Kuppelradsätze bei vielen Maschinen wegen Speichenbrüchen ersetzt werden mussten, wurden acht Lokomotiven mit Boxpok-Rädern aus Stahlguss versehen. Aufgrund von Fertigungsfehlern befriedigte ihr Lauf nicht und sie wurden später wieder gegen neue, verstärkte Speichenräder ausgetauscht. Den Abschluss bildete im Mai 1974 die 01 507. Die 01 509 musste wegen ihres gefährlichen Laufverhaltens abgestellt werden, bis sie im Oktober 1976 neue Speichenräder und Ölfeuerung erhielt.

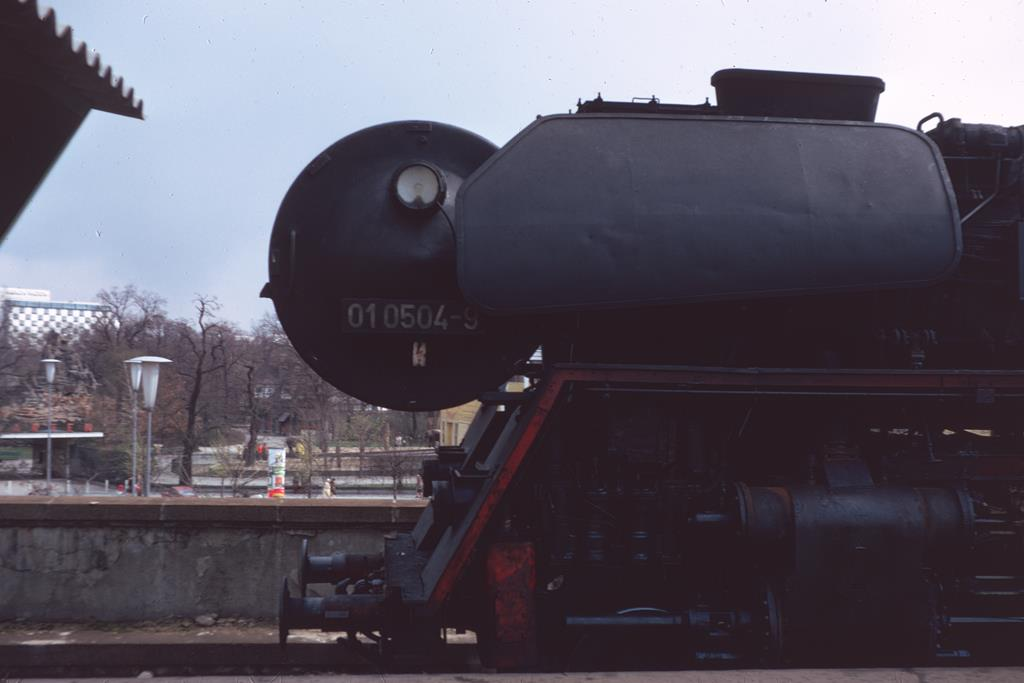
01 504 mit Giesl-Ejektor (Bahnhof Berlin Zoologischer Garten, 1973)

Ein Unikat im Erscheinungsbild innerhalb der Baureihe 01.5 stellt die 01 504 dar. Ihre Abnahme erfolgte am 31. Oktober 1962. Zu diesem Zeitpunkt besaß die 01 504 einen normalen Schlot, aber keine durchgehende Domverkleidung. Die Domverkleidung endete flach auslaufend in Höhe des Zwischenraumes zwischen dem zweiten Lauf- und dem ersten Kuppelradsatz. Am 12. Juni 1963 erhielt sie als einzige Lokomotive ihrer Baureihe einen Giesl-Ejektor. Obwohl die erwarteten Verbesserungen bei Leistung und Wirtschaftlichkeit im Vergleich zu anderen Lokomotiven ausblieben, behielt die 01 504 den Giesl-Ejektor bis zum 20. Januar 1975. Neben den ab Werk eingebauten Boxpok-Radsätzen, die sie bis 7. Juli 1972 behielt, und den anfänglich eingebauten Seitenschürzen unter dem Umlauf trug die 01 504 bis zu ihrem Umbau auf Ölhauptfeuerung am 12. Februar 1965 einen von der Frontschürze in Höhe der Pufferbohle unterhalb des Umlaufes über das Führerhaus bis zum Tenderende verlaufenden weißen Zierstreifen. Die oftmals erwähnte grüne Lackierung dieser Lokomotive konnte nicht nachgewiesen werden.

## Fahrzeugliste
| Betriebsnummer | Betriebsnummer vor Umbau | Umbaujahr | Verbleib |
| -------------- | ------------------------ | --------- | --- |
| 01 501         | 01 174                   | 1962      | zerlegt 24.06.1981 im Raw Meiningen                                                                          |
| 01 502         | 01 157                   | 1962      | zerlegt 31.10.1988 im Raw Wittenberge                                                                        |
| 01 503         | 01 142                   | 1962      | zerlegt __.12.1981 im Raw Meiningen                                                                          |
| 01 504         | 01 224                   | 1962      | zerlegt __.02.1982 im Raw Meiningen                                                                          |
| 01 505         | 01 121                   | 1962      | zerlegt __.07.1981 im Raw Meiningen                                                                          |
| 01 506         | 01 127                   | 1962      | zerlegt 28.04.1981 im Raw Meiningen                                                                          |
| 01 507         | 01 136                   | 1962      | zerlegt 15.07.1981 im Raw Stendal                                                                            |
| 01 508         | 01 153                   | 1963      | zerlegt 30.11.1981 im Raw Stendal                                                                            |
| 01 509         | 01 143                   | 1963      | Pressnitztalbahn (betriebsfähig)                                                                             |
| 01 510         | 01 139                   | 1963      | zerlegt __.08.1989 Brauerei Greifswald                                                                       |
| 01 511         | 01 218                   | 1963      | zerlegt 24.01.1986 Raw Halberstadt                                                                           |
| 01 512         | 01 175                   | 1963      | zerlegt 15.12.1985 bis 31.12.1985 Raw Engelsdorf                                                             |
| 01 513         | 01 152                   | 1963      | zerlegt __.01.1990 Stralsund; nach anderer Quelle zerlegt 07.09.1989 bis 31.10.1989 Greifswald               |
| 01 514         | 01 208                   | 1963      | Technik Museum Speyer                                                                                        |
| 01 515         | 01 160                   | 1963      | zerlegt __.05.1989 Berlin                                                                                    |
| 01 516         | 01 117                   | 1963      | Kesselzerknall in Bitterfeld am 27. November 1977                                                            |
| 01 517         | 01 107                   | 1963      | zerlegt 28.10.1989 Greifswald; nach anderer Quelle zerlegt 17.09.1989 bis 31.10.1989 Greifswald              |
| 01 518         | 01 185                   | 1963      | zerlegt 30.05.1981 Raw Meiningen                                                                             |
| 01 519         | 01 186                   | 1964      | Eisenbahnfreunde Zollernbahn (betriebsfähig, erste auf Ölfeuerung umgebaute 01.5, heute wieder rostgefeuert) |
| 01 520         | 01 162                   | 1964      | zerlegt 10.10.1983 Raw Meiningen                                                                             |
| 01 521         | 01 144                   | 1964      | zerlegt 14.12.1983 Raw Meiningen                                                                             |
| 01 522         | 01 184                   | 1964      | zerlegt 14.12.1983 Raw Meiningen                                                                             |
| 01 523         | 01 191                   | 1964      | zerlegt __.04.1987 Güstrow                                                                                   |
| 01 524         | 01 129                   | 1964      | zerlegt 10.10.1983 Raw Meiningen                                                                             |
| 01 525         | 01 219                   | 1964      | zerlegt 28.02.1981 Raw Meiningen                                                                             |
| 01 526         | 01 163                   | 1964      | zerlegt 31.03.1983 Raw Cottbus                                                                               |
| 01 527         | 01 225                   | 1964      | zerlegt __.01.1985 Raw Engelsdorf                                                                            |
| 01 528         | 01 119                   | 1964      | zerlegt 29.04.1981 Raw Stendal                                                                               |
| 01 529         | 01 205                   | 1964      | zerlegt 20.09.1983 Raw Cottbus                                                                               |
| 01 530         | 01 221                   | 1964      | zerlegt __.07.1982 Raw Meiningen                                                                             |
| 01 531         | 01 158                   | 1964      | DB Museum; Museumslok im Bahnbetriebswerk Arnstadt                                                           |
| 01 532         | 01 135                   | 1964      | zerlegt bis 29.05.1981 Raw Stendal                                                                           |
| 01 533         | 01 116                   | 1964      | ÖGEG / Österreich (betriebsfähig)                                                                            |
| 01 534         | 01 203                   | 1965      | zerlegt 31.08.1984 Halle (Saale) P                                                                           |
| 01 535         | 01 156                   | 1965      | zerlegt 26.02.1982 Raw Karl-Marx-Stadt                                                                       |